# Phare de William E. Dever Crib
Le phare de William E. Dever Crib (en anglais : William E. Dever Crib Light) est un phare privé situé à environ 5 km au large de l'embouchure de la rivière Chicago sur le lac Michigan dans l'État de l'Illinois aux États-Unis. La construction du phare date de 1900.

## Historique
La ville de Chicago, après avoir tiré son eau potable de la rivière Chicago qui est devenue très polluée, a dû créer des prises d'eau potable dans le lac. Elle a d'abord mis en service le Carter H. Harrison Crib en 1900. Une tour rouge à claire-voie émettait un flash rouge toutes les trois secondes.
Le William E. Dever Crib a été construit à côté pour être mis en service en 1935. Le système de signalisation y a été transféré. Ce phare est géré par le Département de gestion de l'eau de Chicago .
Le Laboratoire de recherche environnementale des Grands Lacs  de la NOAA maintient une station météorologique sur ce site.

## Description
Le phare  est une tour métallique à claire-voie, avec galerie et balise moderne. Celle-ci est montée au centre d'une structure circulaire blanche et rouge de récupération d'eau reliée par un tunnel immergé à une station de pompage sur le rivage.
Il émet, à une hauteur focale de 22 m, une lumière blanche à clignotement rapide chaque seconde. Sa portée n'est pas connue. Il est équipé d'une corne de brume émettant un souffle toutes les 20 secondes, en cas de brume.
Identifiant : ARLHS : USA-1148 ; USCG :  7-20040 .

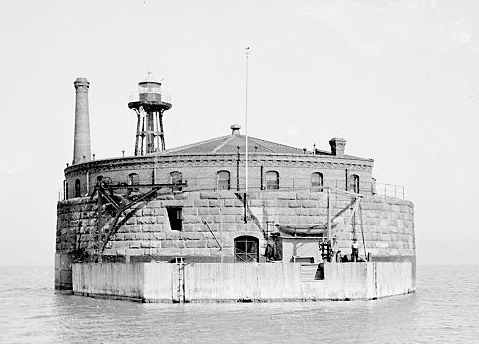
Harrison Crib en 1910
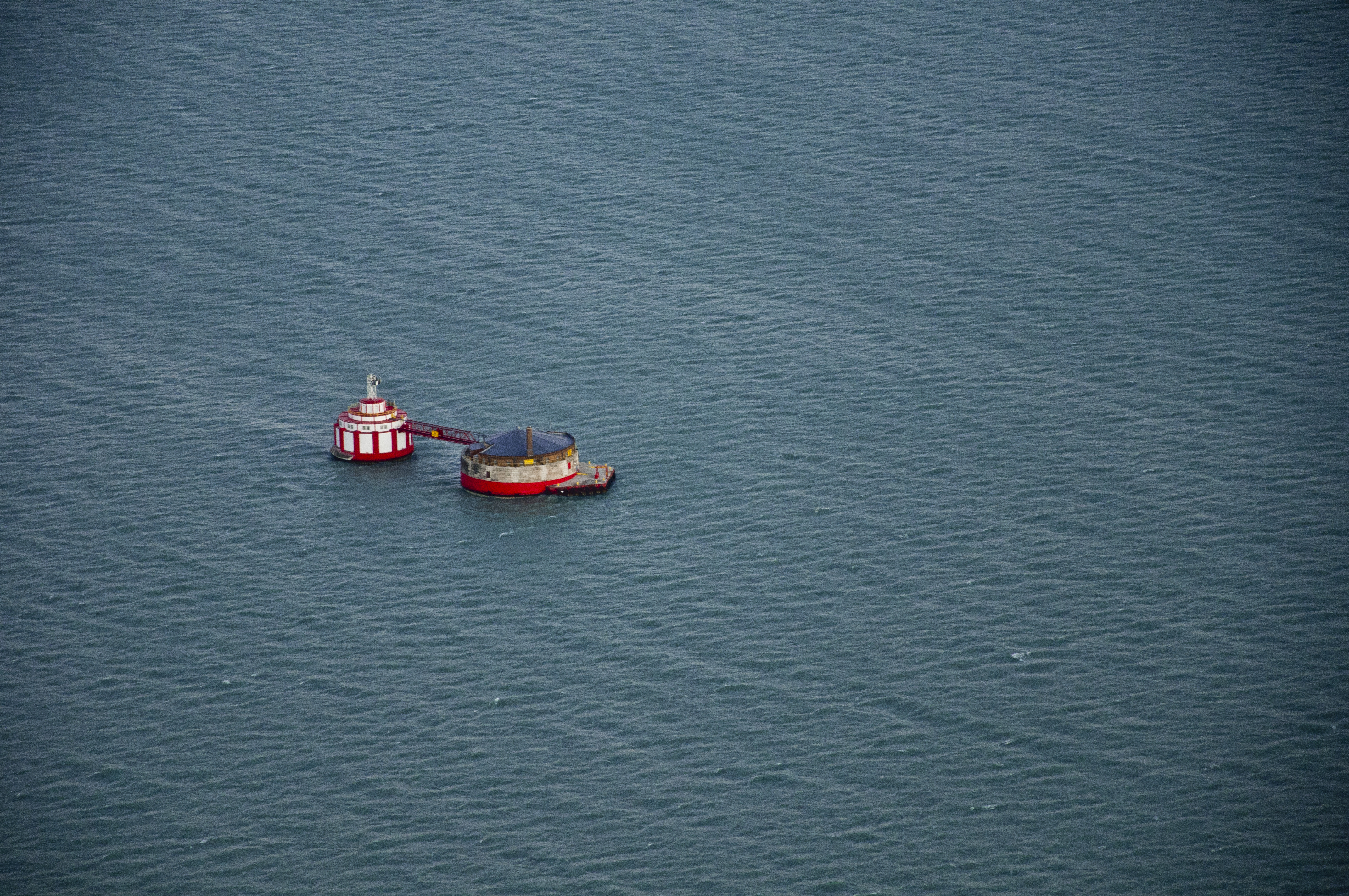
Le phare maintenant

### Lien connexe
- Liste des phares de l'Illinois